# El Alvareño
El Alvareño es una localidad del estado mexicano de Michoacán. Es parte del municipio de Vista Hermosa.

## Demografía
| Gráfica de evolución demográfica |
|                                  |

| Censo | Población |
| ----- | --------- |
| 1900  | 330       |
| 1910  | 518       |
| 1921  | 380       |
| 1930  | 559       |
| 1940  | 692       |
| 1950  | 804       |
| 1960  | 1103      |
| 1970  | 1245      |
| 1980  | 1722      |
| 1990  | 1883      |
| 2000  | 1773      |
| 2010  | 1800      |
| 2020  | 1956      |